# Al-Qasas

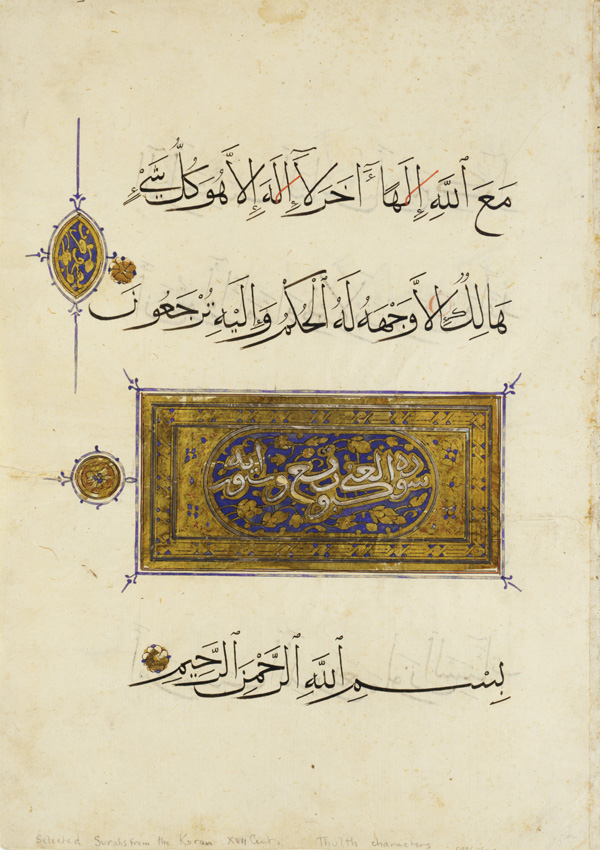
På den övre delen av detta egyptiska Koran-manuskript från sent 1300-tal (Mamluk-dynastin) står den sista versen (88) i sura 28 ("Berättelsen"), vilken lyder: "och anropa aldrig en annan gud jämte Gud. Det finns ingen gud utom Han. Allt skall förgå utom Han (som förblir i evighet); domen är Hans och till Honom skall ni föras åter." På den undre delen av manuskriptet står vers 29:1.

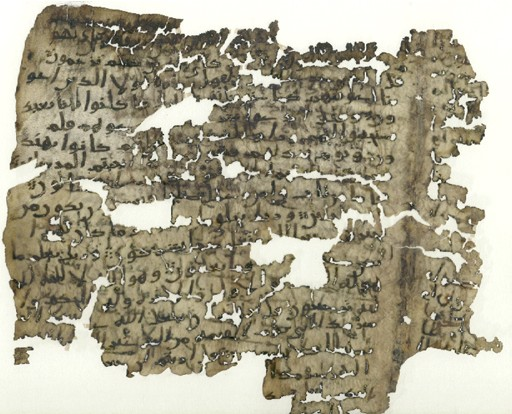
Vers 61–73 i ett manuskript med mekkansk stil från första århundradet efter hidjra.

Al-Qasas (arabiska: سورة القصص ) ("Berättelsen") är den tjugoåttonde suran i Koranen med 88 verser (ayah). Vers 85 i denna sura tros av vissa innehålla en profetia.